# Simon Denis (peintre)
Pour les articles homonymes, voir Denis.
Simon-Joseph-Alexandre-Clément Denis (surnommé « Le Louche »), né le 14 avril 1755 à Anvers (Belgique) et mort le 1er janvier 1813 à Naples, était un peintre paysagiste flamand.

## Biographie
Fils d'un officier au service de l'Autriche en poste à la citadelle d'Anvers, il apprend les fondements de son art auprès du peintre de paysages et d'animaux anversois Henri Joseph Antonissen, dans l'atelier duquel il lie amitié avec un camarade de son âge, Balthasar Ommeganck, qui s'affirma comme un autre élève talentueux du maître.
Denis demeure ensuite dix ans à Paris, où il perfectionne son talent auprès du peintre de genre Jean-Baptiste Le Brun.
En 1786, encouragé par Le Brun, il part pour l'Italie et s'y fixe définitivement. Installé à Rome où ses tableaux reçoivent un accueil favorable, il se marie à une italienne. Il est proche de la communauté flamande à Rome et en 1789 est élu à la tête de la Fondation St.-Julien-des-Flamands. Il développe aussi des liens avec la communauté artistique française ; Élisabeth Vigée Le Brun réside plusieurs jours avec lui en 1789 et la même année tous les deux accompagnent leur confrère François-Guillaume Ménageot dans sa visite de Tivoli. Durant sa période romaine Denis travaille en plein air se concentrant sur des paysages illustres dont les cascades de Tivoli et annote certaines oeuvres. 
François Marius Granet prend conseil de Simon Denis à son arrivée à Rome en 1802.
Denis est élu membre de la prestigieuse Accademia di San Luca en 1803.
Il expose à plusieurs reprises au Salon de peinture de Paris : deux Vue de Rivière. Paysage orné de figures & d’animaux au salon de 1791 numéros de catalogue 87 et 740, un Paysage au Salon de 1802 (tableau ensuite acquis par le maréchal Murat) numéro de catalogue 81, Un cheval se défendant contre un taureau lors du Salon de 1804 numéro de catalogue 127, et Des bœufs gardés par des chiens au Salon de 1808 numéro de catalogue 170.
Simon Denis s'établit en 1806 à Naples, où le titre honorifique de premier peintre du Roi Joseph Bonaparte lui est décerné. À partir de 1809 il devient aussi professeur à l'Accademia di Belle Arti.
Il accueillit dans son atelier comme élève le paysagiste Prosper Barrigue de Fontainieu (1760-1850).
Simon Denis meurt en 1813.

## Œuvres répertoriées
Tableaux :
- Vue prise dans le golfe de Naples depuis la Punta di Scutolo, Musée du Louvre.
- Marine vue des environs de Naples, Musée du Louvre.
- Le sommet du Mont Époméo dans l’île d'Ischia (huile sur papier), Musée du Louvre (pièce préemptée lors de la vente Christie's à Paris le 17 mars 2005).

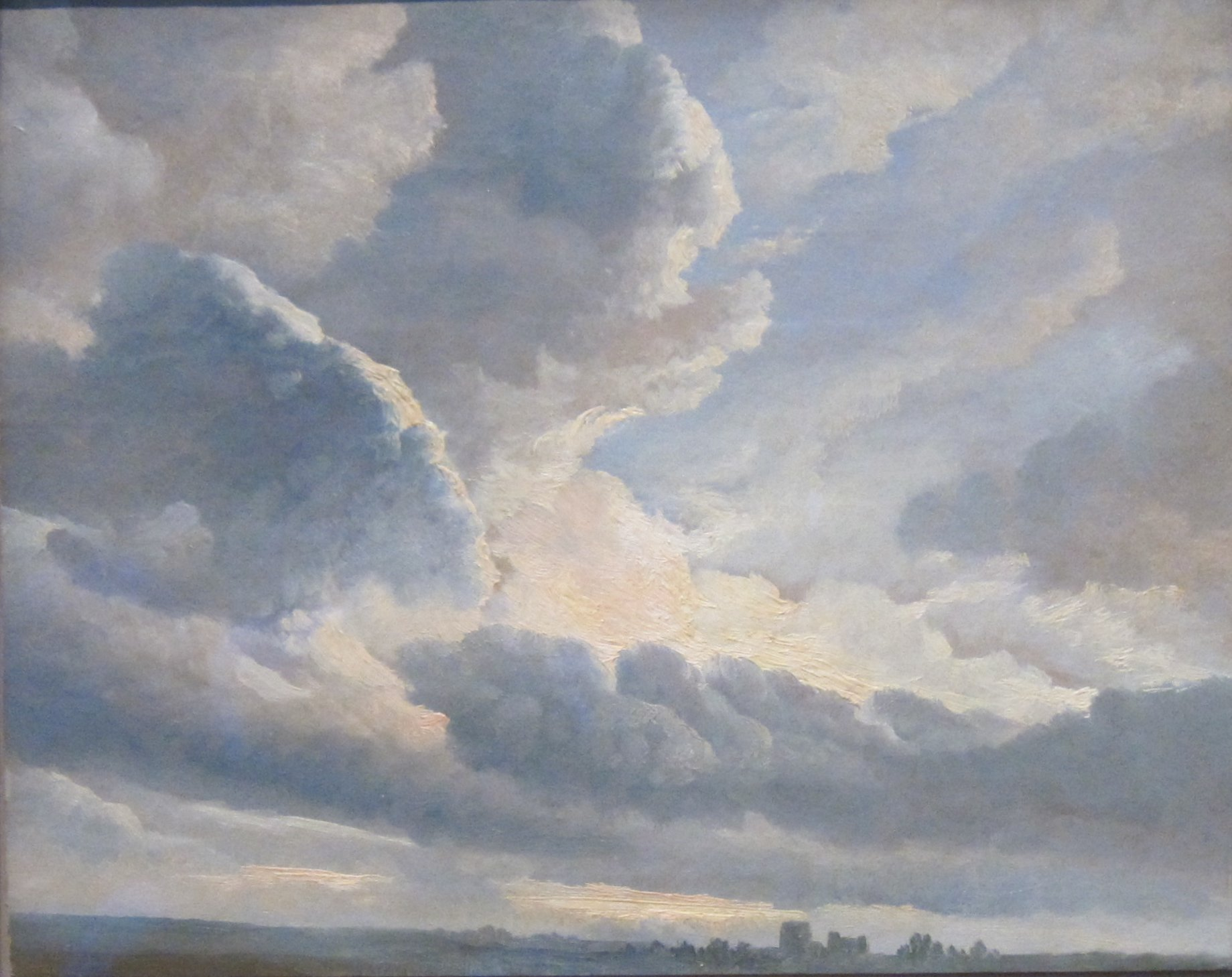
Étude de nuages au soleil couchant près de Rome - huile sur papier - (J. Paul Getty Museum)

- Éruption du Vésuve en 1812, Musée Condé à Chantilly.
- Panorama de Naples, Musée Condé à Chantilly.
- Paysage, vue des Cascatelles de Tivoli, Musée de Grenoble.
- Soleil couchant, Musée des beaux-arts de Marseille.
- La Cascade (1793), Musée royal des beaux-arts (Anvers).
- Paysage, Musée royal des beaux-arts (Anvers).
- Le Soir (paysage), Musée royal des beaux-arts (Anvers).
- Combat de deux taureaux - effet de soleil couchant, Musée royal d'art moderne à Bruxelles.
- View on the Quirinal Hill, Rome 1800, Metropolitan Museum of Art à New York.
- Paysage près de Rome pendant un orage (huile sur papier), Metropolitan Museum of Art.
- Étude de nuages (huile sur papier), Metropolitan Museum of Art.
- Étude de nuages au soleil couchant près de Rome (huile sur papier), J. Paul Getty Museum.
- Passage Italien (1807), Museum der bildenden Künste à Leipzig.
- A Torrent at Tivoli, National Gallery.
- Sunset in the Roman Campagna, National Gallery.
- View of the Cascades at Tivoli, National Gallery.

Dessins :
- Vue du golfe de Naples (pierre noire, plume et encre brune, lavis gris), Musée du Louvre (achat auprès de la galerie Didier Aaron en 2007).

D'autres œuvres de sa main ont été présentées en vente publique :
- Étude de coucher de soleil, vendue 202 400 € lors de la vente Christie's à Paris du 17 mars 2005.

- Étude de nuages au soleil couchant près de Rome
- huile sur papier -
(J. Paul Getty Museum)

## Sources
- Valentina Branchini, "Simon Denis (1755-1813) in Italia. Dipinti e Disegni di Paesaggio". Thèse de Doctorat illustrée, 326 pages. Université de Bologne, 2003 (non publiée).
- Catalogue du Musée d'Anvers, 2e édition, 1857, p. 377-378 (notice Simon-Alexandre-Clément Denis).
- Notice des tableaux exposés dans les galeries du Musée Impérial du Louvre, 2e édition, 1852, volume 2, p. 58-59.
- Charles Gabet : Dictionnaire des artistes de l'école française au XIXe siècle, Peinture, sculpture, architecture, gravure, dessin, lithographie et composition musicale, Paris, 1831, p. 200.